# Sommer-Paralympics 2020/Teilnehmer (Afghanistan)
| stlisierte Goldmedaille | stlisierte Silbermedaille | stlisierte Bronzemedaille |
| ----------------------- | ------------------------- | ------------------------- |
| —                       | —                         | —                         |

Afghanistan war bei den Paralympischen Sommerspielen in Tokio zunächst nicht wie beabsichtigt durch eine Athletin und einen Athleten vertreten.
Die beiden Sportler Zakia Khudadadi und Hossain Rasouli waren vom Afghanischen Paralympischen Komitee nominiert worden und hätten am 17. August 2021 in Tokio eintreffen sollen. Durch die Machtergreifung der islamistischen Taliban wurde dies jedoch verhindert, und so wäre, wie während der ersten Terrorherrschaft der Taliban Afghanistan seit Sydney 2000, nach 20 Jahren erneut nicht bei Paralympischen Spielen vertreten gewesen.
Das Internationale Paralympische Komitee (IPC) ließ als „Zeichen der Solidarität“ mit den afghanischen Para-Athleten, die nicht rechtzeitig nach Tokio kommen konnten, die afghanische Flagge bei der Eröffnungszeremonie ins Olympiastadion tragen. Knapp zwei Wochen später teilte das IPC mit, dass die beiden Sportler „mit weltweiter Unterstützung verschiedener Organisationen“ nach Paris hätten evakuiert werden können, von wo aus sie nach einer Woche - ausgefüllt mit Training und Erholungsmaßnahmen - noch rechtzeitig zu ihren Wettkämpfen nach Tokio geflogen werden konnten.
Khudadadi ist die erste weibliche, afghanische Athletin seit den Paralympics 2004. Ein weiterer Afghane ist neben Rasouli der 2013 geflüchtete Abbas Karimi im Flüchtlingsteam.

## Sportarten

### Leichtathletik
| Athlet          | Klassifizierung | Wettbewerb | Vorlauf    | Vorlauf | Halbfinale | Halbfinale | Finale | Finale | Rang |
| Athlet          | Klassifizierung | Wettbewerb | Zeit/Weite | Rang    | Zeit       | Rang       | Zeit   | Rang   | Rang |
| --------------- | --------------- | ---------- | ---------- | ------- | ---------- | ---------- | ------ | ------ | ---- |
| Hossain Rasouli | T47             | 400 m      |            |         |            |            |        |        |      |
| Hossain Rasouli | T47             | Weitsprung | 4,46 m PB  | 13      | –          | –          | –      | –      | 13   |

### Taekwondo
| Athletin       | Klassifizierung | Wettbewerb | Achtel-/Viertelfinale | Achtel-/Viertelfinale | Hoffnungsrunden/Kämpfe um Platz 3 | Hoffnungsrunden/Kämpfe um Platz 3 | Finale   | Finale   | Rang |
| Athletin       | Klassifizierung | Wettbewerb | Gegnerin              | Ergebnis              | Gegnerin                          | Ergebnis                          | Gegnerin | Ergebnis | Rang |
| -------------- | --------------- | ---------- | --------------------- | --------------------- | --------------------------------- | --------------------------------- | -------- | -------- | ---- |
| Zakia Khudadai | K44             | bis 49 kg  | Ziyodakhon Isakova    | 12 : 17               | –                                 | –                                 | –        | –        | 9    |
| Zakia Khudadai | K44             | bis 49 kg  | Viktoriia Marchuk     | 34 : 48               | –                                 | –                                 | –        | –        | 9    |